# Думбрава (Сасчори)
Думбрава (рум. Dumbrava) насеље је у Румунији у округу Алба у општини Сасчори. Oпштина се налази на надморској висини од 429 m.

## Становништво
Према подацима из 2011. године у насељу је живело 116 становника.